# Борисанов, Василий Тихонович
Борисанов Василий Тихонович (12 [25] декабря 1912, Кривой Рог, Херсонская губерния — 12 января 1981, Одесса) — советский скульптор. Член Союза художников УССР (1962). Глухой.

## Биография
Родился 12 (25) декабря 1912 года в местечке Кривой Рог. Учился в Запорожской школе для глухонемых детей.
В 1930—1932 годах учился в Харьковском художественном институте.
В 1936 году окончил Одесское художественное училище (преподаватели Я. Борченко и А. Шовкуненко).
В 1936—1941, 1944—1945 и 1950—1963 годах работал в Одесской скульптурной мастерской «Художник». Член Союза художников УССР с 1962 года. С 1963 года — в Одесских мастерских Художественного фонда УССР.
Умер 12 января 1981 года в городе Одесса.

## Творчество
Работал в области станковой и монументальной скульптуры в портретном жанре.
В основе произведений — человек труда, патриотические образы современников и героев исторического прошлого.

### Выставки
Участник художественных выставок с 1939 года, республиканских — с 1954 года.
- Выставка изобразительного искусства УССР к 300-летию воссоединения Украины с Россией (Киев, 1954);
- Советская Украина (Москва, 1960);
- Выставка, посвящённая 100-летию со дня смерти Т. Шевченко (Киев, 1961).

### Произведения
- Чапаев на коне (1938, соавт. Ф. Г. Кириази);
- В. Маяковский (1939, соавт. Ф. Г. Кириази);
- Сталевар (1953, соавт. Ф. Г. Кириази);
- Первая конная армия в борьбе за власть Советов (1957, соавт. Ф. Г. Кириази);
- Портрет знатного сталевара завода «Азовсталь» Героя Социалистического Труда В. Шкуропата (1960, соавт. С. Ф. Кириази);
- Т. Г. Шевченко (1961, соавт. Ф. Г. Кириази)[2];
- Шевченко-бунтарь (1963).

Часть скульптурных работ хранится в музеях Украины и России, часть установлена в парках Одессы и Мариуполя.